# Aerobratsk
Aerobratsk (Russisch: АэроБратск) is een Russische luchtvaartmaatschappij met haar hoofdzetel in Bratsk. Van daaruit onderhoudt zij passagiersvluchten binnen Rusland.

## Geschiedenis
Aerobratsk is als Bratsk Air Enterprise in 1995 ontstaan uit Aeroflots Bratsk divisie. In 1998 werd de naam gewijzigd in Bratsk Avia waarna in 2001 de huidige naam werd aangenomen.

## Diensten
Aerobratsk onderhoudt lijnvluchten naar: (januari 2005)
Bratsk, Irkoetsk, Moskou, Pevek.

## Vloot
De vloot van Aerobratsk bestaat uit: (juli 2006)
- 2 Yakolev Yak-40